# 1. VfL Potsdam
Der 1. VfL Potsdam e. V. – Verein für Leibesübungen – ist ein Handballverein aus Potsdam, deren Mannschaften sich auch Die Adler nennen.
Heimspielstätte der Ersten Mannschaft ist die gut 2000 Zuschauer fassende MBS Arena Potsdam im dortigen Sportpark am Luftschiffhafen.

## Geschichte
Der Verein wurde am 19. April 1990 als Nachfolger der Betriebssportgemeinschaft (BSG) DEFA der Deutschen Film AG in der Gaststätte Zillestube in Potsdam-Babelsberg gegründet und hat seinen Sitz am Luftschiffhafen in Potsdam West. 1992 wurde der Verein zum Handball-Landesstützpunkt erkoren.
2002/2003 verließ die Damenabteilung den Verein und gründete den HSC Potsdam.
Aushängeschild ist die Herren-Mannschaft, die in der Saison 2008/09 ohne Punktverlust den Aufstieg in die 2. Bundesliga schaffte. Bereits eine Spielzeit zuvor hatte man dort gespielt, war jedoch direkt wieder abgestiegen. Durch das Erreichen des 5. Tabellenplatzes in der Spielzeit 2010/2011 qualifizierte sich die Mannschaft für die einteilige 2. Bundesliga ab der Saison 2011/2012. Im Jahr 2012 stieg sie in die 3. Liga ab; dort spielte sie in den Staffeln Nord und Nord-Ost.
Eine in den Jahren 2012 bis 2014 drohende Insolvenz konnte der Verein abwenden.
Seit 2014 besteht eine Kooperation mit den Füchsen Berlin und mit dem HV Grün-Weiß Werder, wobei für die Saison 2020/2021 eine noch weiter intensivierte Zusammenarbeit mit den Füchsen Berlin vereinbart wurde.
Nach der vorzeitigen Beendigung des regulären Spielbetriebs in der Spielzeit 2020/2021 der 3. Liga aufgrund der COVID-19-Pandemie in Deutschland nutzte der Verein die Möglichkeit, sich für die außerordentliche Aufstiegsrunde zur 2. Handball-Bundesliga anzumelden; zum Aufstieg reichte es allerdings nicht. Ein Jahr später klappte dann allerdings der Aufstieg in die 2. Bundesliga.
Im Jahr 2024 stieg der VfL in die 1. Bundesliga auf.

## Mannschaft

### Kader Saison 2025/26
| Nr. | Nat.         | Name                 | Position | Geburtstag | Größe  | seit |
| --- | ------------ | -------------------- | -------- | ---------- | ------ | ---- |
| 1   | Deutscher    | Frederik Höler       | TW       | 24.01.2004 | 1,88 m | 2024 |
| 12  | Deutscher    | Maximilian Grundmann | TW       | 27.05.2005 | 1,95 m | 2025 |
| 2   | Deutscher    | Florian Budde        | RR       | 15.03.2005 | 1,85 m | 2025 |
| 3   | Deutscher    | Marvin Siemer        | LA       | 22.09.2004 | 1,91 m | 2024 |
| 6   | Österreicher | Markus Mahr          | RM       | 03.11.2000 | 1,88 m | 2025 |
| 7   | Österreicher | Nicolas Paulnsteiner | RR       | 16.07.2004 | 1,93 m | 2024 |
| 8   | Italiener    | Davide Bulzamini     | RL       | 03.02.1995 | 1,94 m | 2025 |
| 14  | Deutscher    | Max Günther          | RA       | 28.08.2004 | 1,82 m | 2024 |
| 17  | Deutscher    | Jannek Klein         | RR       | 25.03.1999 | 1,96 m | 2024 |
| 19  | Italiener    | Gabriele Sontacchi   | KM       | 19.09.2003 | 1,92 m | 2025 |
| 20  | Deutscher    | Tim Hillenbrand      | RA       | 26.08.2003 | 1,85 m | 2025 |
| 27  | Deutscher    | Nils Fuhrmann        | LA       | 08.07.2003 | 2,01 m | 2012 |
| 28  | Deutscher    | Marvin Kix           | RM       | 27.07.2002 | 1,86 m | 2024 |
| 30  | Italiener    | Marco Mengon         | RM       | 03.01.2000 | 1,87 m | 2025 |
| 35  | Deutscher    | Nicholas Schley      | KM       | 05.02.2004 | 1,78 m | 2024 |
| 47  | Deutscher    | Dustin Kraus         | RL       | 26.03.2001 | 1,95 m | 2024 |

### Trainerteam und Betreuerstab
| Nat.      | Name          | Position    | Geburtsdatum | seit |
| --------- | ------------- | ----------- | ------------ | ---- |
| Deutscher | Emir Kurtagic | Trainer     | 21.08.1980   | 2024 |
| Deutscher | Norman Flödl  | Co-Trainer  | 02.07.1989   | 2023 |
| Slowene   | Blaž Vončina  | TW-Trainer  | 14.06.1983   | 2022 |
| Deutscher | Max Schlegel  | Teammanager | 29.01.1998   | 2024 |

### Transfers zur Saison 2025/26
| Zugänge              | Zugänge              | Zugänge              |
| Nation               | Name                 | abgebender Verein    |
| -------------------- | -------------------- | -------------------- |
| Italien              | Gabriele Sontacchi   | SSV Bozen            |
| Deutschland          | Florian Budde        | Füchse Berlin        |
| Osterreich           | Markus Mahr          | Bregenz Handball     |
| Deutschland          | Tim Hildenbrand      | HSG Krefeld          |
| Italien              | Davide Bulzamini     | Pallamano Conversano |
| Italien              | Marco Mengon         | Sélestat AHB         |
| Deutschland          | Maximilian Grundmann | Füchse Berlin        |
| Stand: 24. Juli 2025 |                      |                      |

| Abgänge              | Abgänge             | Abgänge                       |
| Nation               | Name                | aufnehmender Verein           |
| -------------------- | ------------------- | ----------------------------- |
| Osterreich           | Elias Kofler        | Handball Sport Verein Hamburg |
| Kroatien             | Josip Šimić         | HSG Wetzlar                   |
| Deutschland          | David Cyrill Akakpo | HSG Wetzlar                   |
| Deutschland          | Maxim Orlov         | TSV Hannover-Burgdorf         |
| Slowenien            | Mark Ferjan         | Ziel unbekannt                |
| Nordmazedonien       | Martin Tomovski     | SG BBM Bietigheim             |
| Schweden             | Emil Hansson        | Önnereds HK                   |
| Russland             | Sergei Gorpischin   | TV Emsdetten                  |
| Deutschland          | Ole Schramm         | VfL Lübeck-Schwartau          |
| Osterreich           | Marko Katic         | Ziel unbekannt                |
| Stand: 14. Juni 2025 |                     |                               |

## Die Saisonbilanzen seit 2004/05
| Saison  | Spielklasse                       | Platz | Spiele | Tore      | Punkte |
| ------- | --------------------------------- | ----- | ------ | --------- | ------ |
| 2004/05 | Regionalliga Mitte (1)            | 12    | 30     | 897:918   | 24:36  |
| 2005/06 | Regionalliga Nordost Meisterrunde | 1     | 18     | 519:475   | 28:8   |
| 2006/07 | 2. Bundesliga Nord                | 17    | 34     | 936:1039  | 20:48  |
| 2007/08 | Regionalliga Nordost              | 2     | 30     | 885:749   | 47:13  |
| 2008/09 | Regionalliga Nordost              | 1     | 30     | 992:666   | 60:0   |
| 2009/10 | 2. Bundesliga                     | 8     | 32     | 934:941   | 32:32  |
| 2010/11 | 2. Bundesliga                     | 5     | 32     | 949:909   | 41:23  |
| 2011/12 | 2. Bundesliga                     | 17    | 38     | 1073:1160 | 27:49  |
| 2012/13 | 3. Liga Staffel Nord              | 5     | 30     | 927:875   | 34:26  |
| 2013/14 | 3. Liga Staffel Nord              | 7     | 30     | 777:784   | 34:26  |
| 2014/15 | 3. Liga Staffel Nord              | 7     | 30     | 823:812   | 29:31  |
| 2015/16 | 3. Liga Staffel Nord              | 4     | 30     | 876:828   | 39:21  |
| 2016/17 | 3. Liga Staffel Nord              | 5     | 30     | 939:883   | 37:23  |
| 2017/18 | 3. Liga Staffel Nord              | 6     | 28     | 796:792   | 28:28  |
| 2018/19 | 3. Liga Staffel Nord              | 6     | 30     | 838:813   | 34:26  |
| 2019/20 | 3. Liga Staffel Nord (2)          | 6     | 23     | 644:637   | 25:21  |
| 2020/21 | 3. Liga Staffel Nord-Ost (3)      | 4     | 5      | 142:124   | 8:2    |
| 2021/22 | 3. Liga Staffel A                 | 1     | 20     | 615:447   | 37:3   |
| 2022/23 | 2. Bundesliga                     | 7     | 36     | 1080:1052 | 42:30  |
| 2023/24 | 2. Bundesliga                     | 1     | 34     | 1082:934  | 58:10  |
| 2024/25 | Bundesliga                        | 18.   | 34     | 802:1005  | 6:62   |

|  | Aufstieg |
|  | Abstieg  |

(1) Die Regionalliga Mitte wurde aufgelöst und der VfL wechselte zur darauffolgenden Saison in die Liga Nord-Ost.
(2) Saisonabbruch wegen der COVID-19-Pandemie
(3) Saisonabbruch im Oktober 2020 wegen der COVID-19-Pandemie; später fand eine Aufstiegsrunde statt

## Sponsoring
Der VfL Potsdam unterhält Beziehungen zu diversen Sponsoren in den folgenden Kategorien: Hauptsponsoren, Premium-Sponsoren, Partner des Jugendsports, Top-Sponsoren, offizielle Ausrüster, Medienpartner, Partner im Land Brandenburg, Gesundheitspartner, Kooperationspartner, Co-Sponsoren, sowie Freunde und Förderer. (Stand: 28. Juli 2020)

## Jugend
Bedingt dadurch, dass man Landesstützpunkt für Brandenburg ist und mit der Friederich Ludwig Jahn Sportschule Potsdam eine Kooperation besteht, wird eine sehr gute Jugendarbeit geleistet. So konnten seit Vereinsgründung bereits einige Titel durch „Jungadler“ gesammelt werden.
- männliche A-Jugend: Sieger der Regionalliga 2009, NOHV-Meister 2010, Qualifikation Jugendbundesliga 2011, 2013
- männliche B-Jugend: Sieger der NOHV-Meisterschaft 2009, Sieger der OOS-Meisterschaft 2019/20
- männliche C-Jugend: Sieger der NOHV-Meisterschaft 2000, 2003, 2004, 2006